# Nhà hát Sabat

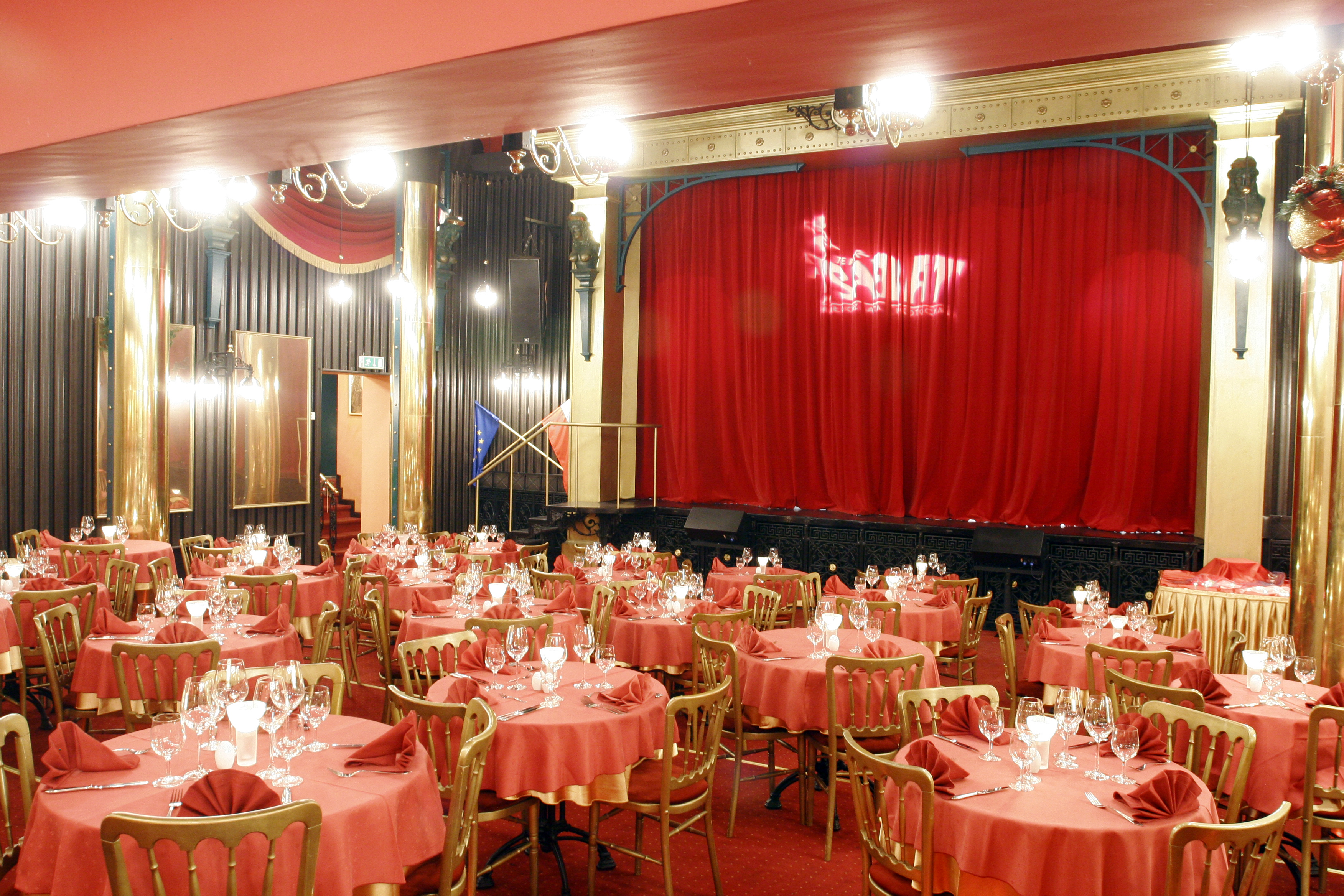
Khán phòng Nhà hát Sabat (2006)

Nhà hát Sabat (tiếng Ba Lan: Teatr Sabat) là một trong những nhà hát độc đáo ở Warsaw, Ba Lan. Nhà hát được nghệ sĩ nổi tiếng Małgorzata Potocka thành lập vào năm 2001.
Nhà hát Sabat tự hào là nơi đón tiếp các vị khách quý ở Ba Lan và nước ngoài như: đại diện các đại sứ quán hay thành viên của các phái đoàn nước ngoài.
Đội nghệ sĩ của Nhà hát Sabát từng thực hiện nhiều chuyến lưu diễn trên khắp thế giới, ở Berlin, New York, Las Vegas, London, Bangkok, Stockholm, cùng nhiều thành phố khác. Với những nỗ lực quảng bá hình ảnh Warsaw ra thế giới, Nhà hát Sabat được trao tặng Giải thưởng Warsaw Destination Alliance danh giá.

## Vị trí
Nhà hát có trụ sở tại số 16 Phố Foksal, Warsaw. Tại đây, Nhà hát Sabat sở hữu thiết kế độc đáo với nội thất theo trường phái Tân nghệ thuật. Đó là sự kết hợp giữa sang trọng và trang nhã, giữa vẻ đẹp hiện đại với vẻ đẹp cổ điển, gợi nhớ đến không gian của những quán rượu truyền thống ở Paris vào những năm đầu thế kỷ trước.

## Tiết mục
Nhà hát Sabat ở Warsaw nổi tiếng với các buổi biểu diễn được dàn dựng công phu. Trong đó, đặc biệt nhất là những tiết mục vũ đạo đặc sắc, dựa trên các bản hit âm nhạc cũng như các bản nhạc bất hủ của Ba Lan và thế giới, chẳng hạn như buổi biểu diễn Broadway-Warszawa hay The best of Sabat.

## Nghệ sĩ nổi tiếng
- Małgorzata Potocka
- Rafał Sadowski
- Mariusz Jaśko
- Tomasz Czerski
- Agnieszka Wojciechowska
- Amirita
- Agnieszka Myślińska
- Barry Salone
- Tadeusz Ross